# Christophe Acker
Pour les articles homonymes, voir Acker.
Christophe Acker est un réalisateur français.
Après la faculté d'arts plastiques de Strasbourg, il entre à l'École nationale supérieure des beaux-arts de Paris.
Très vite il se dirige vers la vidéo et le cinéma super 8.
Après ses études il collabore à différents projets de documentaires pour Arte, Canal+, réalise ses premiers clips lance avec Fabrice Ferrarri l'émission Ubik sur France 5 et continue surtout de tourner ses films et vidéos.
Il réalise de nombreux clips et publicités. Il obtient les Victoires de la musique 2006 pour le DVD musical de Noir Désir Noir Désir en images.
Musicien, il participe au groupe Optophone et développe avec celui-ci une mise en image pendant les concerts. En 2019 il crée la société That Film. Il produit et collabore des films d'artistes tels que Laurent Montaron, Julien Discrit, Pierre Malphettes, Ulla von Branderburg ou Louidgi Beltram, il produit des documentaires, des publicités, des clips, des courts métrages.

## Clips (liste non exhaustive)
- Esterel, Joseph d'Anvers
- Les terres sacrées, Joseph D'Anvers
- Immortels, Alain Bashung
- Pardonne moi, Johnny Hallyday
- Come Back From It, Your Friend (en)
- RomaAmor, Benjamin Biolay
- Mon corps, mon amour, Olivia Ruiz
- Surexposé, Joseph d'Anvers
- Y a pas qu'a New York, Bernard Lavilliers
- Le bonheur, Miossec
- On vient à peine de commencer, Miossec
- Blues du cygne, Jean-Louis Murat
- Scorpion, Bernard Lavilliers
- En face, Auren
- Aucun express, Noir Désir-Bashung
- Over and Over, Jean-Louis Murat
- Devil Angel, Lou Doillon
- Libre, Eiffel
- Radio 1, Joseph d'Anvers
- Ivres et débutants, Déportivo
- La femme parfaite, Alister
- Demain sera parfait, Jean-Louis Aubert
- Le début du siècle, Patxi Garat
- Suicide Girl, Nicolas Comment
- L'adèle, Catherine Ringer
- In your hands, Charlie Winston
- Je t'ai manqué, Alain Bashung
- Résidents de la République, Alain Bashung
- L'homme sans trucage, Dionysos
- Miss accacia, Dionysos
- Africain à Paris, Tiken Jah Fakoly
- La brise, Deportivo
- Oh, Micky Green
- Johnny 5, Neïmo
- Non dits, Christian Olivier et Olivia Ruiz
- J'traîne des pieds, Olivia Ruiz
- Miss Acacia, Dionysos
- Parmi eux, À l'avance, 1000 Moi-mêmes, Déportivo
- Hôtel Robinson, Rodolphe Burger et Olivier Cadiot
- Domino, Déportivo
- Révolution Benco Déportivo